# Hemigrammus iota
Hemigrammus iota är en fiskart som beskrevs av Durbin, 1909. Hemigrammus iota ingår i släktet Hemigrammus och familjen Characidae. Inga underarter finns listade i Catalogue of Life.